# Stefano Sacchetti
Pour les articles homonymes, voir Sacchetti.
Stefano Sacchetti (né le 10 aout 1972 à Modène, dans la province de Modène, en Émilie-Romagne) est un footballeur italien. Il joue au poste de défenseur.

## Palmarès
- Sampdoria
  - Vainqueur de la coupe d'Italie en 1994.
  - Vice-Champion de Serie B en 2003.